# Józef z Hadet
Józef z Hadet - duchowny katolicki kościoła maronickiego, w latach 1468–1492 46. patriarcha tego kościoła - "maronicki patriarcha Antiochii i całego Wschodu".